# Казе Мусато (Тревизо)
Казе Мусато је насеље у Италији у округу Тревизо, региону Венето.
Према процени из 2011. у насељу је живело 45 становника. Насеље се налази на надморској висини од 38 м.